# Pycnocephalus metallicus
Pycnocephalus metallicus là một loài bọ cánh cứng trong họ Cybocephalidae. Loài này được Sharp miêu tả khoa học năm 1891.